# Michelle Hunziker
Michelle Hunziker   (Sorengo, 24 de gener de 1977) és una presentadora de televisió i exmodel suïsso-italiana.
Hunziker va néixer a Sorengo (Lugano), a la part italoparlant de Suïssa. Després de mudar-se a Milà amb la seva mare, es va convertir en model i va ser contractada per l'agent Riccardo Gay. A 17 anys va posar per Armani, Rocco Barocco, La Perla, Colmar, Fuerte Ventura, Lovable i Swish.
Com que era la promesa d'Eros Ramazzotti, Hunziker va ser descoberta per un productor de televisió italià. El 1996 va presentar el programa de Rai Uno I cervelloni amb Paolo Bonolis. A l'estiu, va presentar el programa d'humor en horari de màxima audiència Paperissima Sprint (Canale 5) amb Gabibbo. A causa de la seva popularitat, va presentar el programa de tarda Colpo di Fulmine (Italia 1) el 1997. Va estudiar a l'acadèmia professional Music Art & Show de Milà amb la seva coreògrafa Susanna Beltrami.
El 1998, el director de cinema italià Vincenzo Verdecchi li va oferir el seu primer paper com a actriu a la sèrie de televisió La Forza dell'Amore (Canale 5). Després va assumir el paper protagonista de Fammi stare sotto al letto. També va participar en el documental The Protagonist i en una altra pel·lícula, Alex l'Ariete, on va actuar amb l'exequiador Alberto Tomba. Hunziker i Pippo Baudo van presentar el programa de Canale 5 La festa del Disco. De 1999 a 2001, va presentar el programa nocturn Nonsolomoda (Canale 5), on informava sobre moda i estil de vida.
El 1999, es va fundar a Zúric TV3, la primera cadena de televisió privada suïssa, i Hunziker va presentar un programa anomenat Cinderella, on una perruquera i maquilladora, així com un assessor d'estilisme, ajudaven celebritats i espectadors a experimentar un canvi d'imatge. Després del primer episodi, Hunziker va patir diverses crítiques. El diari suís Blick fins i tot va escriure: "Cinderella, el nou programa d'estil de vida de TV3, no és dolent. És catastròfic". Més tard, Hunziker va ser entrevistada per la revista suïssoalemanya Schweizer Illustrierte i va dir que ja no podia parlar alemany després d'haver viscut a Itàlia durant molts anys. Després que TV3 canviés el concepte, el programa es va fer més popular.
Després de presentar Cinderella, Hunziker va ser descoberta per productors de televisió alemanys. El 1998, va presentar la cerimònia de lliurament de premis Goldene Kamera amb Thomas Gottschalk. Un any més tard, va copresentar el programa Michael Jackson & Friends (ZDF) a Múnic. Després d'haver participat en diversos programes de tertúlies, va presentar el seu primer programa a Alemanya: Erstes Glück (SWR/Das Erste). Va copresentar el programa amb Thomas Elstner i va entrevistar famosos sobre el seu primer amor. Tot i això, el programa no va ser gaire popular i finalment es va cancel·lar. Quan va tornar a Itàlia, va presentar els espectacles Donna sotto le stelle i Piazza di Spagna (Canale 5) amb Gerry Scotti i Tacchi a spillo (Italia 1) amb Claudio Lippi. Entre el 2002 i el 2004, Hunziker i Carsten Spengemann van presentar la primera i la segona temporada de Deutschland sucht den Superstar, la versió alemanya del programa de televisió britànic Pop Idol.
Hunziker es va unir a Wetten, dass..?, el programa de televisió més popular d'Alemanya l'octubre del 2009. El programa també es va emetre en directe a l'ORF austríac i a la SF1 de la seva Suïssa natal.
El 2006, va publicar un àlbum en anglès, Lole, que només estava disponible en països de parla alemanya; l'únic senzill de l'àlbum va ser "From Noon Till Midnight".
Hunziker va ser copresentar els programes de comèdia italians Zelig (Italia 1) i Scherzi a parte (Canale 5) el 2001. Aquell mateix any, va rebre el premi de la televisió italiana en la categoria de descobriment de l'any. També va ser copresentadora del programa musical italià a l'aire lliure Festivalbar amb Daniele Bossari i Alessia Marcuzzi.
També ha protagonitzat els musicals dirigits per Saverio Marconi The Sound of Music (en el paper de Maria von Trapp) i Cabaret (en el paper de Sally Bowles).
El 2007, Hunziker i Pippo Baudo van presentar el Festival de la cançó de Sanremo, a Rai Uno. Més endavant, va tornar a presentar Striscia la notizia amb Ezio Greggio i Paperissima amb Gerry Scotti.
El 2018, va tornar a presentar el Festival de Sanremo, aquest cop amb Claudio Baglioni i Pierfrancesco Favino.
El 2025 va ser elegida per copresentar la final del Festival de la Cançó d'Eurovisió a Basilea, juntament amb Hazel Brugger i Sandra Studer.